# Мажоретката се завръща
„Мажоретката се завръща“ (на английски: Senior Year) е американски комедиен филм от 2022 г. на режисьора Алекс Хардкасъл в режисьорския си дебют, по сценарий на Андрю Кнауер, Артър Пиели и Брандън Скот Джоунс. Във филма участват Ребъл Уилсън, Сам Ричардсън, Зои Чао, Мери Холанд, Джъстин Хартли, Крис Парнел, Ангури Райс, Авантика Ванданапу, Майкъл Чимино, Джеръми Рей Тейлър, Брандън Скот Джоунс и Алисия Силвърстоун. Филмът е пуснат на 13 май 2022 г. от „Нетфликс“ и получава негативни отзиви от критиката.